# Sinodski mesec
Sinodski mesec ali srednji lunarni mesec je povprečni čas enega obrata Lune glede na Sonce za opazovalca na Zemlji. 
To pomeni, da je sinodski mesec tudi povprečni čas med dvema konjunkcijama Lune in Sonca oziroma čas med dvema zaporednima polnima lunama ali med dvema zaporednima mlajema (tudi med dvema zaporednima enakima fazama ali lunacijama).
Medtem ko Luna kroži okoli Sonca, se Zemlja pomakne po svoji tirnici naprej. To pomeni, da mora po končanju siderskega meseca Luna narediti še nekaj poti, da pride za opazovalca na Zemlji v isti položaj glede na Sonce. Ta daljši čas se imenuje sinodski mesec. Ime izvira iz grške besede σὺν ὁδῴ (sin odô). Zaradi motenj resnični čas med dvema enakima fazama niha med 29,27 in 29,83 dni. Dolgoročno povprečje je 29,530589 dni (29 d 12 h 44 m 2,9 s).
Sinodski mesec se uporablja v Metonovem ciklu (19,0002 let ali 235 mesecev).
Sinodski mesec je daljši kot siderski mesec.